# Rosenbach (Vils)
Der Rosenbach ist ein auf dem Hauptstrang 15 km langer Bach in der Oberpfalz im Landkreis Amberg-Sulzbach, der bei Poppenricht-Altmannshof nördlich von Amberg von rechts und Nordwesten in die Vils mündet. Seinen Namen trägt er erst unterhalb der Vereinigung seiner beiden mehrere Kilometer langen Oberläufe, danach durchläuft er bald das Siedlungsgebiet der Stadt Sulzbach-Rosenberg.

## Oberläufe

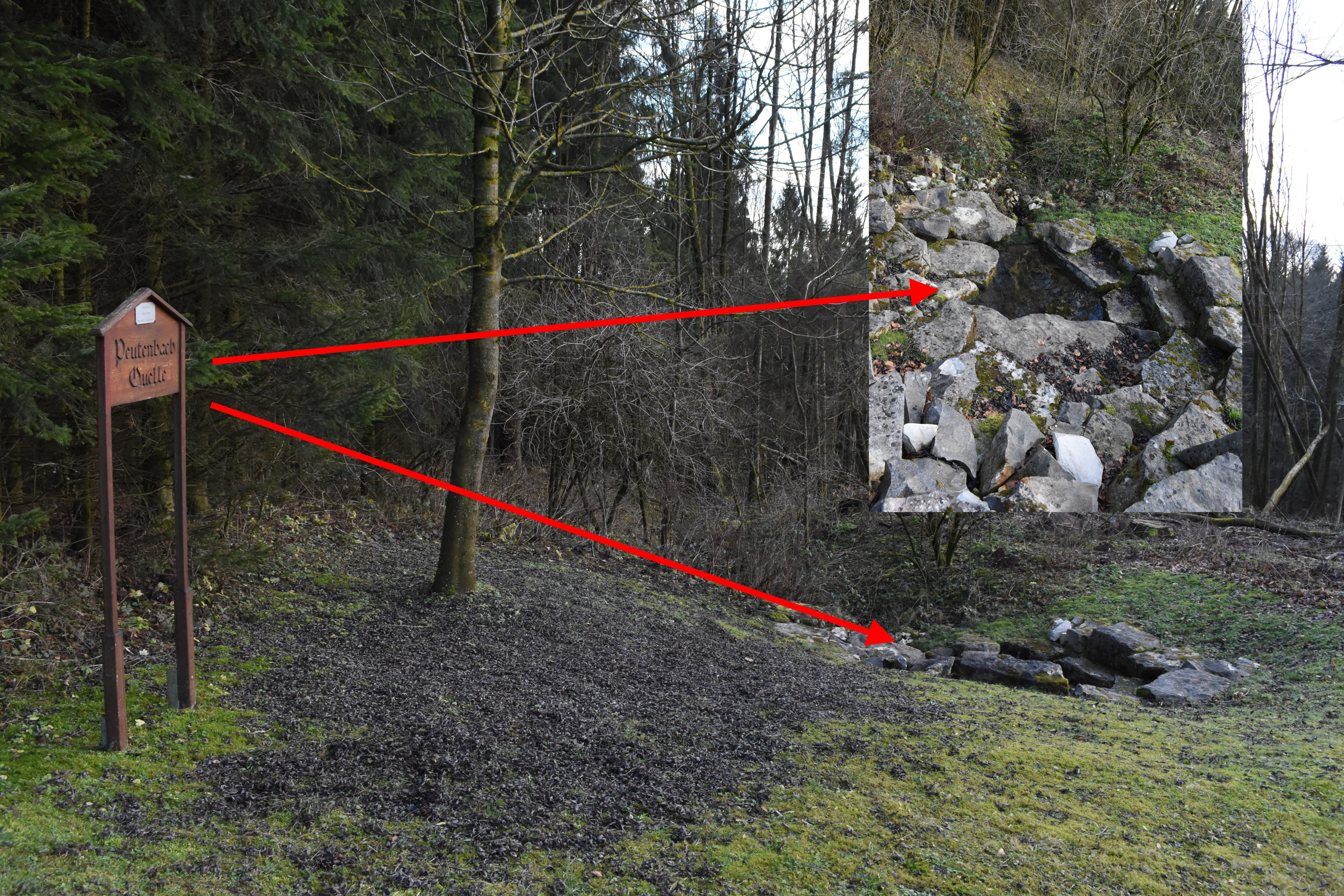
Peutenbach Quelle, südlich von Bernricht (Edelsfeld)

Der Rosenbach wird ab Prangershof / Stadt Sulzbach-Rosenberg aus nachfolgend / flussabwärts so genannt. Er wird von den beiden Oberläufen Klafferbach und Erlbach / Mühlbach gespeist. Der zum offiziellen Hauptstrang zählende rechte Oberlauf Klafferbach mit sehr viel größerem Einzugsgebiet beginnt seinen Lauf nordwestlich des Neukirchener Ortsteils Röckenricht und fließt durchwegs südöstlich. Im Winter ist er bis nach Kummerthal überwiegend trocken (trockenfallender Oberlauf). Der linke Oberlauf Erlbach nennt sich über den größten Teil seiner Strecke Mühlbach. Einer seiner Oberläufe ist der Peutenbach. Die Peutenbachquelle liegt etwa 500 m südlich des Dorfes Bernricht (Edelsfeld) und etwa 300 m südlich der Europäischen Hauptwasserscheide. Die Umgebung des Peutenbaches wird auch Peutental genannt. Die Peutenbachquelle wurde von Franz Braun freigelegt und mit Felsbrocken gesichert. Der Peutenbach fließt südlich des Sulzbach-Rosenberger Dorfes Forsthof in den Mühlbach, welcher kurz vor dem Zusammenfluss mit dem Klafferbach zum Erlbach wird.

## Lauf

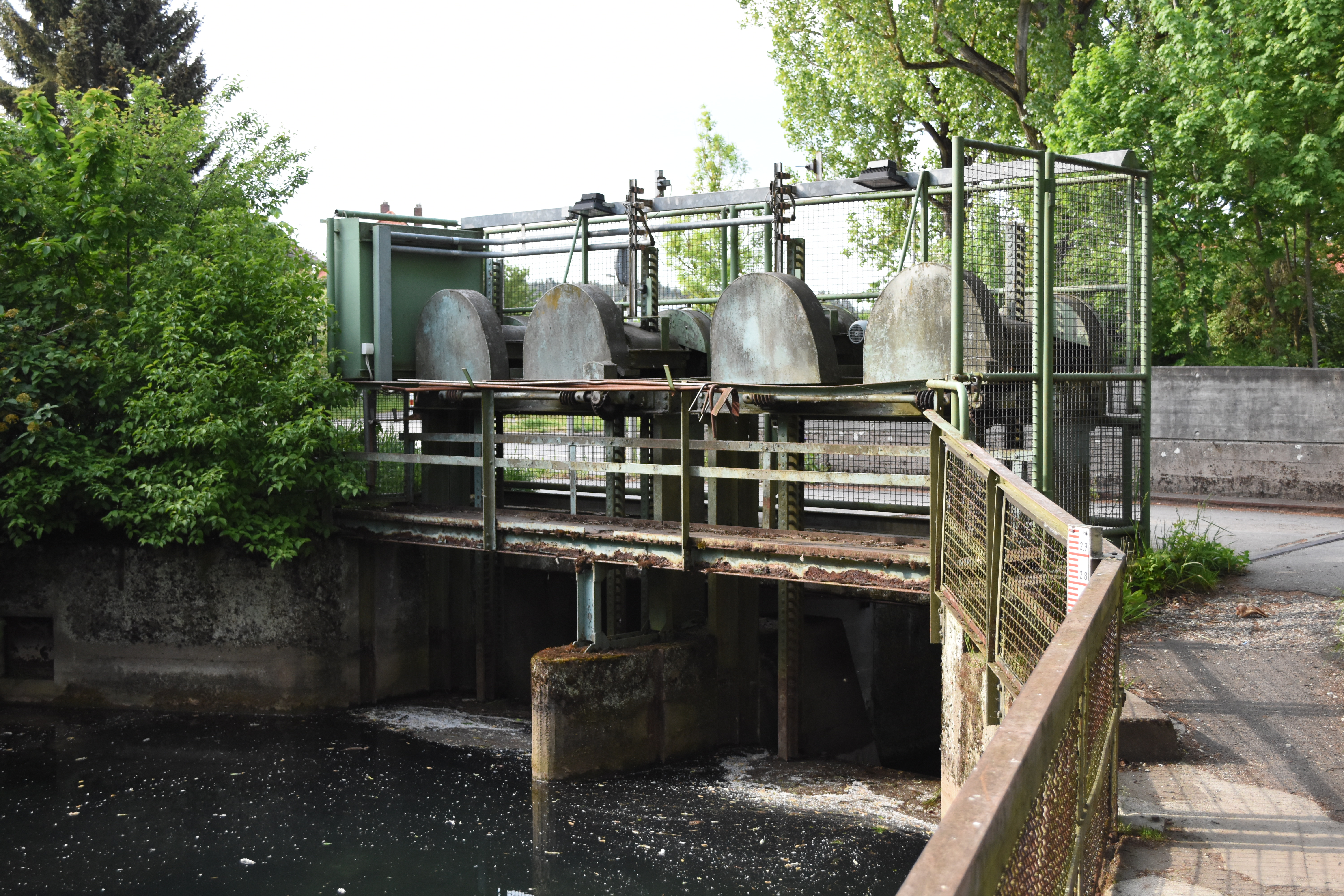
Stauwehr am Rosenbach

Das nun als Rosenbach benannte Gewässer zieht zunächst in der Zulaufrichtung des Klafferbachs weiter bis zum Siedlungsrand der Stadt Sulzbach-Rosenberg. In diesem ersten Abschnitt wird er gelegentlich auch – wie sein linker Oberlauf – Erlbach genannt. In der Stadt umläuft er in einer Schlinge nach Westen dicht unterhalb das Schloss Sulzbach. Weiter abwärts, an der Siedlungsgrenze der Stadt zum ehemaligen Eisenwerk Maximilianshütte, wird der Rosenbach durch den von rechts einmündenden Breitenbrunner Bach / Spitzerbach aus den Sieben Quellen verstärkt, wonach er bis zuletzt östlich fließt. Kurz nachdem er die Stadtgrenze zur Gemeinde Poppenricht überquert hat, mündet er bei deren Dorf Altmannshof von rechts in die mittlere Vils.

## Daten

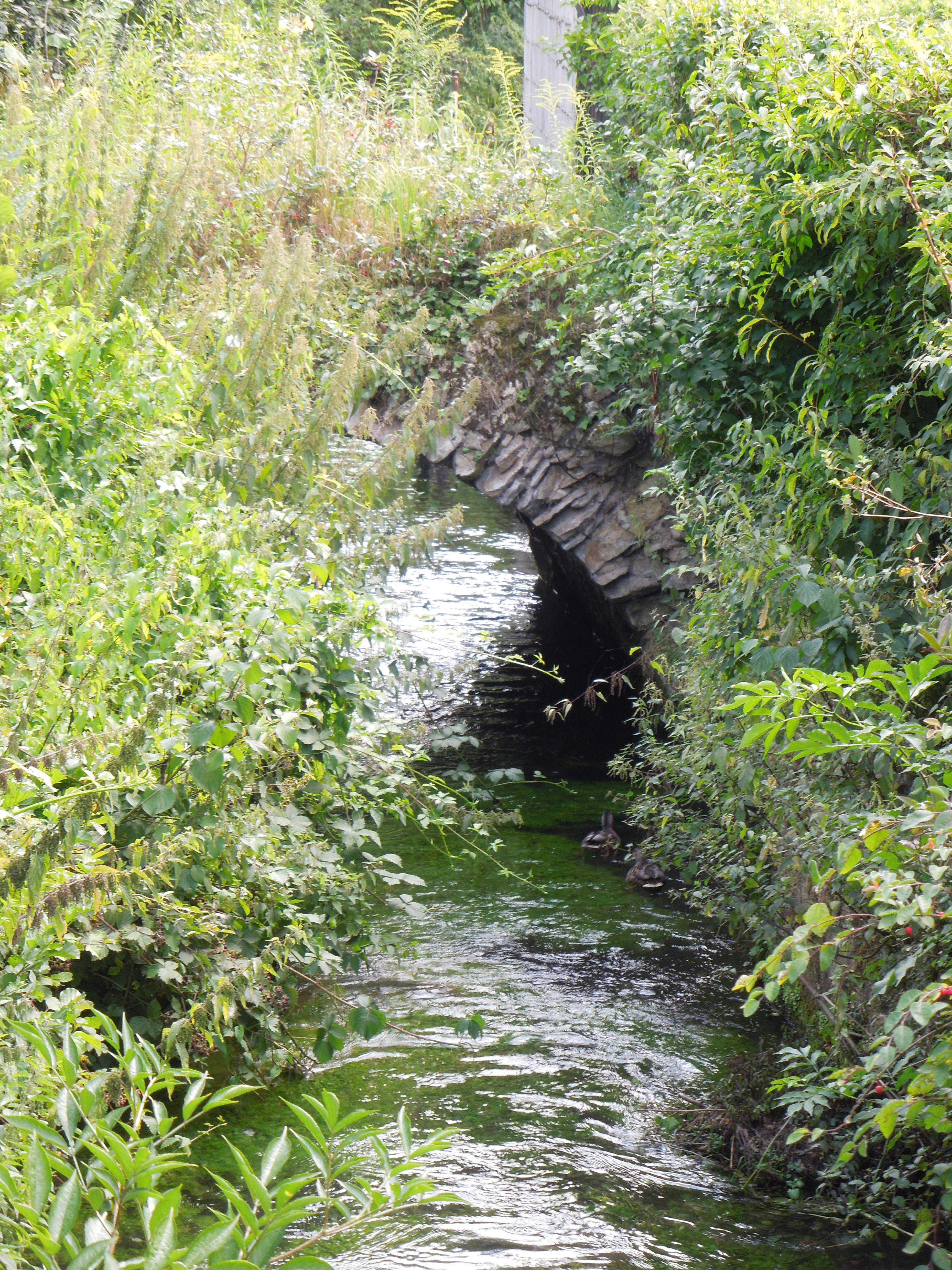
Der Rosenbach nahe dem Hammer Philippsburg

Der Rosenbach ist 15,0 km lang und hat ein Einzugsgebiet von 76,06 km².
Laut Regionalplan Oberpfalz Nord weist er zwischen Sulzbach-Rosenberg und der Einmündung in die Vils die Gewässergüteklasse III (stark verschmutzt) und II bis III (kritisch belastet) auf.

## Zuflüsse
vom Ursprung bis zur Mündung. Auswahl.
- Klafferbach (rechter Oberlauf), 4,5 km und 14,7 km²[1]
- Mühlbach, Oberlaufname Peutenbach, Unterlaufname Kleinfalzermühlbach, insgesamt vielleicht auch Erlbach (linker Oberlauf), zusammen 5,4 km und 6,2 km²[1]
- (Bach aus dem Haselgraben) (rechts,  gegenüber dem Sulzbach-Rosenberger Schloss), 5,0 km und 13,5 km².[4] Unbeständig.
- Breitenbrunner Bach (rechts), 9,1 km[5] und 17,4 km²[6]
- Obersdorfer Bach (rechts), 1,6 km und 1,5 km²[6]
- Herbstwiesengraben (links), 4,2 km und 5,8 km²[7]

## Gefährdete Tierart
Am Unterlauf des Rosenbachs konnte die gefährdete Art Edelkrebs oder Europäischer Flusskrebs Astacus astacus beobachtet werden.

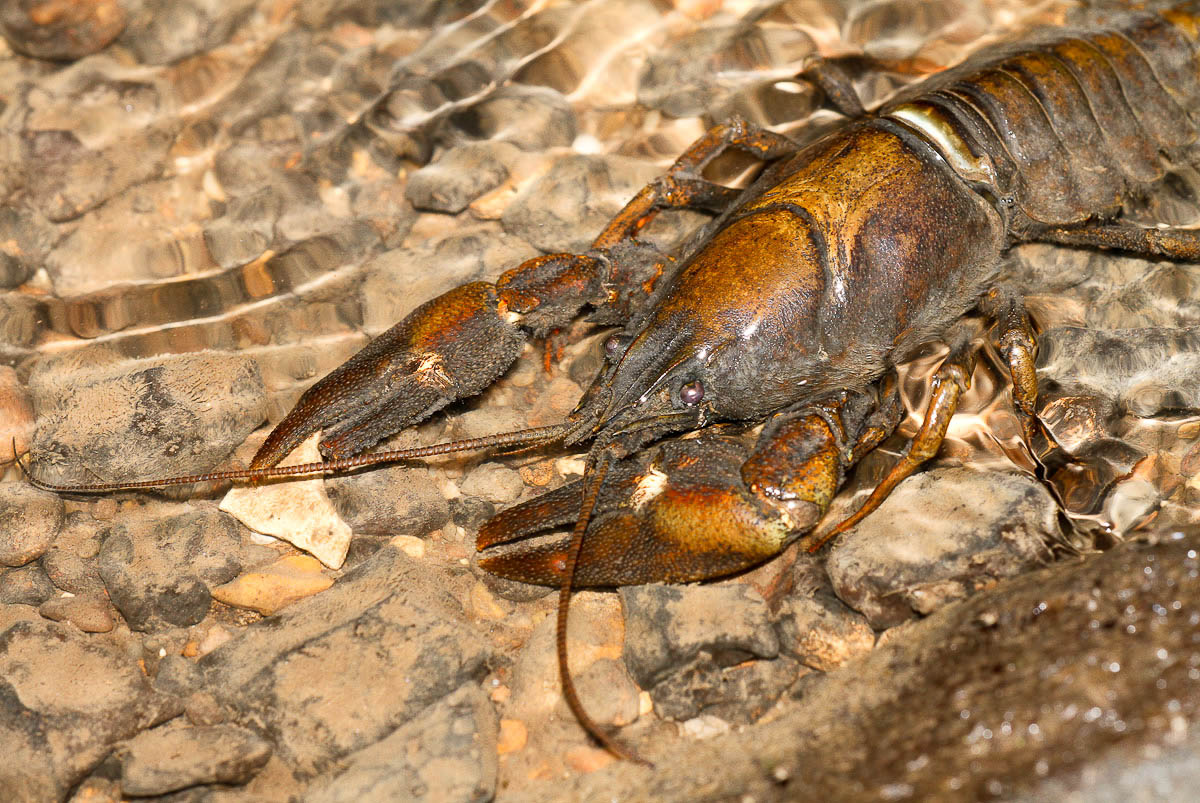
Edelkrebs

## Orte am Lauf

### Oberlauf Klafferbach
Landkreis Amberg-Sulzbach
- Gemeinde Neukirchen bei Sulzbach-Rosenberg
  - Röckenricht (Dorf, überwiegend rechts)
  - Mirtelhof (Einöde, links)
- Stadt Sulzbach-Rosenberg
  - Kummerthal (Weiler, rechts)

### Oberlauf Erlbach / Mühlbach
- Gemeinde Edelsfeld
  - Bernicht (Weiler, nahe an Peutenbachquelle auf Hochebene)
- Stadt Sulzbach-Rosenberg
  - Forsthof (Dorf, überwiegend links des Peutenbach-Abschnitts)
  - Kleinfalz (Dorf, überwiegend rechts des Mühlbach-Abschnitts)

### Rosenbach, anfangs auch Erlbach genannt
- Stadt Sulzbach-Rosenberg
  - Prangershof (Weiler, rechts)
  - Seidersberg (Dorf, überwiegend links)
  - Erlheim (Stadtviertel?)
  - Stadt Sulzbach-Rosenberg (hier nur noch Rosenbach)
  - Unterschwaig (Dorf, links)
  - Obersdorf (Dorf, mit Abstand rechts)
- Gemeinde Poppenricht
  - Altmannsdorf (Dorf, rechts)